# Mikoto
Mikoto は、ボーン/モーション編集のためのMetasequoia向け外部ツールであった。Mikoto 0.4e以降には、Web3DプラグインのMikoto Playerが含まれていた。
Mikotoに実装されていた独自のスフィリカルデフォーム (SDEF)は、その後、Metasequoia用ボーンプラグインのKeynoteや、MikuMikuDanceなどにも引き継がれた。
Mikotoの独自形式 (*.mkm)を直接読み込めるソフトウェアも存在している (ToyStudio/MechaStudioなど)。